# Кёрбелиц
Кёрбелиц (нем. Körbelitz) — община в Германии, районный центр, расположен в земле Саксония-Анхальт. 
Входит в состав района Йерихов. Подчиняется управлению Бидериц-Мёзер.  Население составляет 481 человек (на 31 декабря 2006 года). Занимает площадь 17,00 км².